# Accidente aéreo de Borja
El 28 de febrero de 1984, un Hércules de Las Fuerzas Aéreas de Estados Unidos se estrelló en el término de la localidad Zaragozana de Borja. Siendo el accidente aéreo militar más grave en territorio español hasta la fecha.

## Accidente
Sobre las 19:30 del 28 de febrero de 1984, a unos 10 kilómetros de la localidad de Borja un Lockheed C-130 Hércules de Las Fuerzas Aéreas de Estados Unidos que procedía de la Base Aérea de Fráncfort, y había salido a media tarde de la Base Aérea de Zaragoza, iba a realizar una práctica de paracaidismo en la zona. Un repentino cambio de rumbo debido a un temporal de nieve, les hizo chocar con la loma de un monte, a dos minutos del punto previsto para el lanzamiento.

### Tripulación y pasajeros
En el avión iban 18 personas: 17 eran soldados estadounidense, seis de ellos de la tripulación, diez eran paracaidistas y un especialista de rescate, además de un Capitán español, invitado para observar la práctica.

### Cómo fue el accidente
Sobre las 19:30 el ejército estadounidense iba a realizar una práctica de paracaidismo desde un avión Hércules que despegó de la de la Base Aérea de Zaragoza.
Cuando los pilotos vieron que la presencia de un monte en su trayectoria, intentaron esquivar la montaña pero ya estaban encima. Los pilotos mandaron a los paracaidistas que se lanzaran al vacío, viendo la situación que se presentaba. Pero aunque una puerta estaba abierta los paracaidistas no pudieron lanzarse. Los pilotos se quedaron a 30 metros de haber esquivado la montaña, pero a la velocidad a la que iba el avión (200 km/h) no pudieron.
Cuando el aparato chocó se partió en dos, deslizándose las partes del avión por el monte, quedando la cola intacta y el resto del avión calcinado.

### Búsqueda y rescate del avión
El satélite start, estuvo rastreando la zona en búsqueda de los restos del avión, enviando sus señales al centro de Paracuellos de Jarama y al de Toulouse (Francia). Por la noche, efectivos de los paracaidistas españoles y americanos, así como la cruz roja y la Guardia Civil de Borja, iniciaron la búsqueda del avión. A algunos de los efectivos de la búsqueda hubo que trasladarlos a hospitales de Zaragoza por principio de congelación en las extremidades. A la mañana siguiente se encontró el Hércules y se confirmó que no había supervivientes. Efectivos del ejército estadounidense se llevaron la caja negra para enviarla a Estados Unidos a investigar el accidente.